# 米埔
米埔濕地，又叫米埔自然護理區（英語：Mai Po Nature Reserve）、米埔內后海灣拉姆薩爾國際重要濕地（Mai Po Inner Deep Bay Ramsar Site），是一片位於香港新界元朗區米埔的重要濕地。米埔濕地按《拉姆薩爾公約》名列「國際重要濕地」，属于具特殊科學價值地點。米埔以候鳥、自然護理區和紅樹林而聞名。於冬季，濕地有不少來自中國北部及西伯利亞的候鳥在此過冬。
護理區範圍包括大榔基、石山和尖鼻咀一帶的濕地，當地亦是深圳河、山貝河及天水圍渠的河口，佔地約1,540公頃。米埔濕地位列《國際重要濕地名錄》，是受保护环境区域。

## 歷史

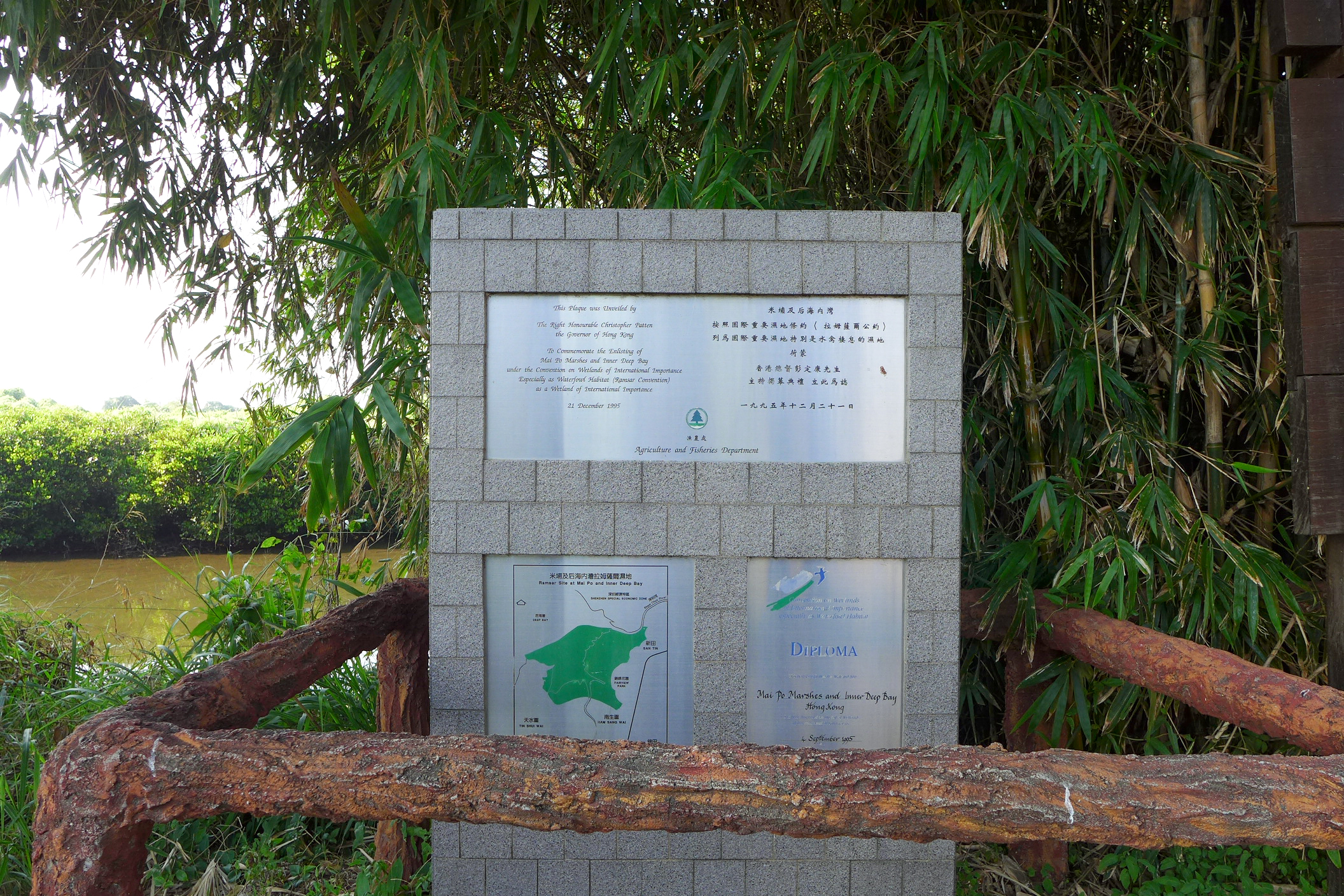
米埔自然護理區內的紀念碑

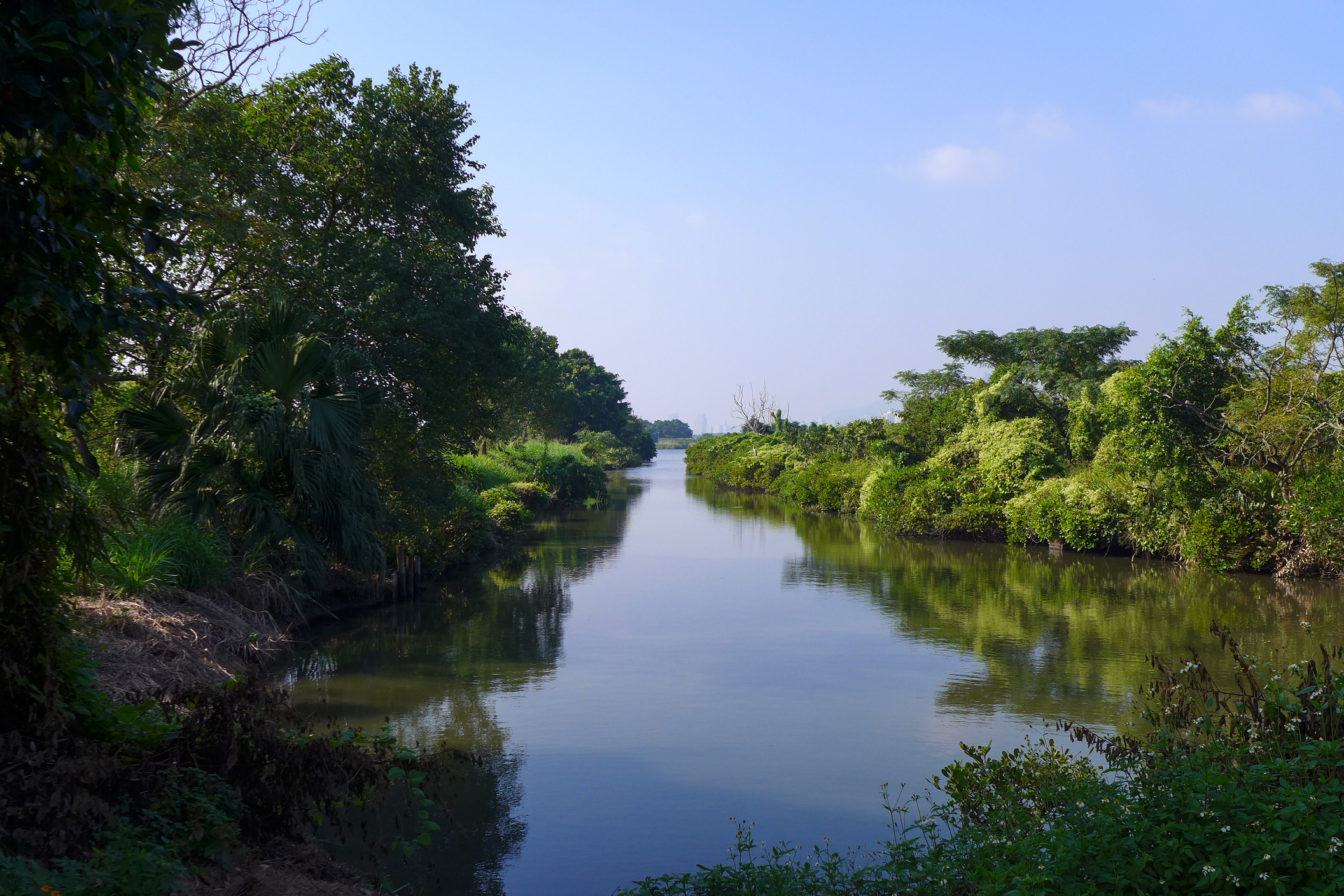
米埔自然護理區內的基圍

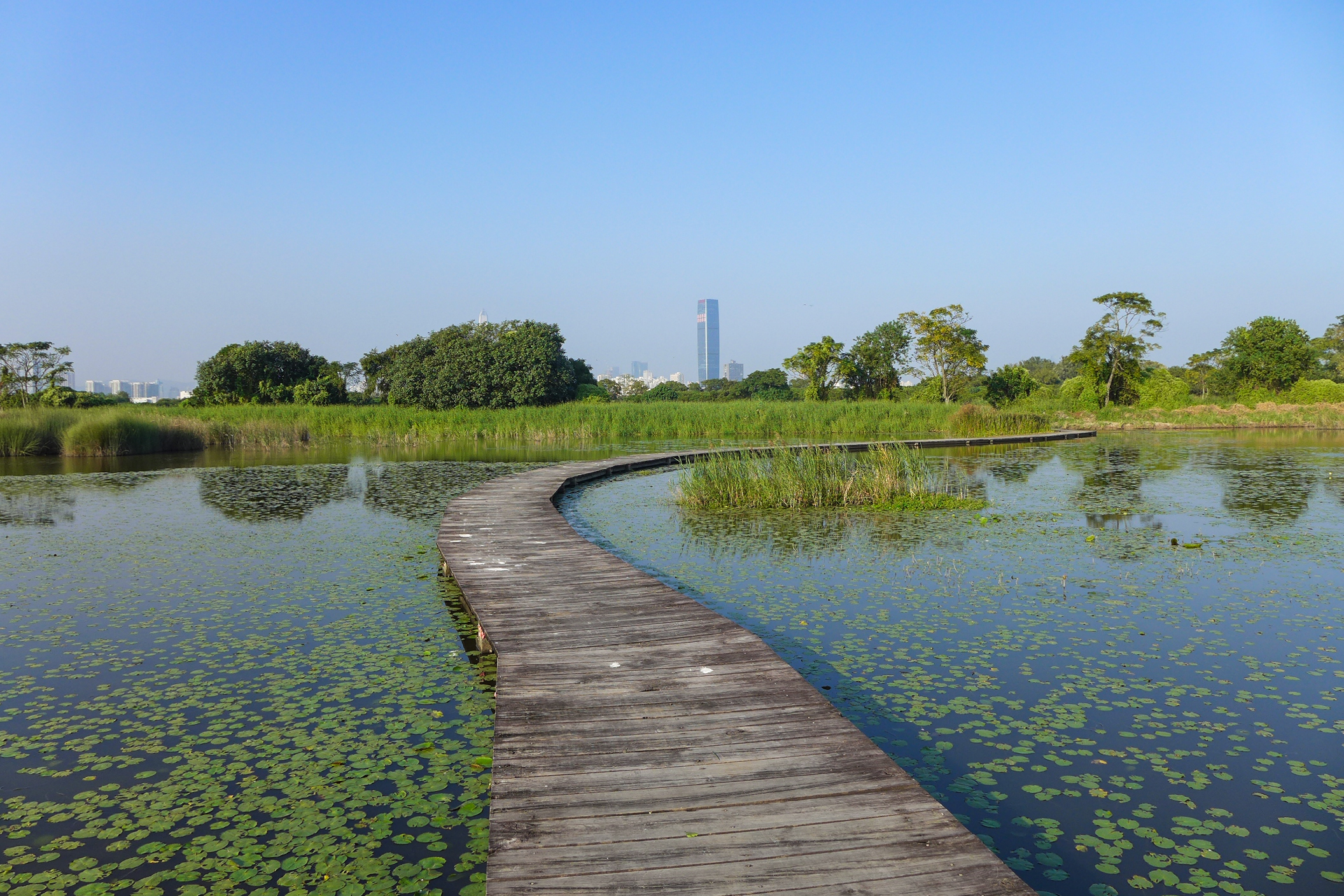
米埔自然護理區內的步道

米埔自然保護區被譽為香港的「雀鳥天堂」，自1983年起便一直由世界自然基金會香港分會負責管理。保護區內的濕地生境非常豐富，包括基圍、紅樹林、潮間帶泥灘及蘆葦叢，為野生生物提供棲身之所，更是水鳥遷徙的重要中途站。每年冬季，大約60,000隻水鳥會來到后海灣渡冬，場面十分壯觀。1995年，米埔濕地按《拉姆薩爾公約》列為「國際重要濕地」。香港政府將米埔濕地列為「具特殊科學價值地點」，予以保護。訪客不但可在此親
后海灣濕地位於香港西北，是生物多樣性最豐富之一的亞洲濕地。濕地佔地2,700公頃，為多種物種提供棲身之所，更是遷徙性候鳥的天堂。
世界自然基金會香港分會自1983年管理米埔自然保護區（佔后海灣380公頃土地），一直在保護區內進行研究和增設教育設施，同時推出多項保育工作維持濕地。保護區極具生物多樣性，擁有豐富的動植物種，遍佈6種濕地，包括魚塘、基圍、潮間帶泥灘、紅樹林、蘆葦叢及淡水池塘。世界自然基金會將竭盡所能管理米埔濕地，保護這片具重要生態價值的地方。
1990年代開始，由於深圳海灣沿岸的工業發展，加上深方在對岸（今後海企業總部基地及深圳灣口岸）進行填海工程，米埔濕地的生態或會受到損害。不過到了1990年代後期，由於羅湖區的地產物業極之興旺，發展商家亦意識到毗鄰米埔濕地的深圳灣濕地所提供的大自然景觀有助提升物業價值，因此都積極保護當地的生態。
1995年9月4日，內后海灣1,500公頃的土地獲《拉姆薩爾公約》劃為「國際重要濕地」。
劃為拉姆薩爾濕地，讓香港尚存最大面積的濕地得以保存。根據拉姆薩爾濕地劃分的管理區，米埔自然保護區屬生物多樣性管理區，為區內的野生生物帶來莫大裨益。

### 重建及設施升級
世界自然基金會香港分會2015 年藉香港賽馬會慈善信託基金3.47億資助，為米埔自然保護區進行設施升級及改善工程，於米埔自然保護區內進行基建改善工程。當中包括將斯科特訪客中心重建成「廿一世紀大自然教室」，以加強中心在提供高質素教育活動、生態培訓和研究項目方面的能力。2023年11月28日舉行開幕典禮，其中斯科特訪客中心重建後命名為「世界自然基金會賽馬會米埔斯科特訪客中心」，將提供9間配備獨立浴室、以米埔物種命名的雙床客房，如招潮蟹、歐亞水獺等，供到訪專家、學生及海外交流團體住宿，促進知識交流；亦已興建兩間全新觀鳥屋、鋪設木棧道「賽馬會教育徑」，方便市民參觀園區及觀鳥。

## 米埔的水
米埔濕地是元朗盆地內一個天然淺水河口濕地，平均水深約2.9米，潮差中位值為1.4米。內后海灣是香港與深圳水流和沉積物的匯流處，潮間帶泥灘由沉積物沖積而成，土質主要為幼細淤泥。
香港屬亞熱帶季風氣候，每年均受季候風影響，降雨主要集中在4月至9月。潮間帶水域的鹽度隨著季節變化，趨勢十分明顯。在晚春至夏季期間，由於雨水增加，水的鹽度會大幅下降，有時甚至幾乎變成淡水，夏季將結束時，鹽度則會回升，到了秋冬/初春乾燥季節則達到全年最高水平。
這片濕地有助紓減新界西北部的水浸問題，而紅樹林則有穩定后海灣海岸的價值。

## 特色

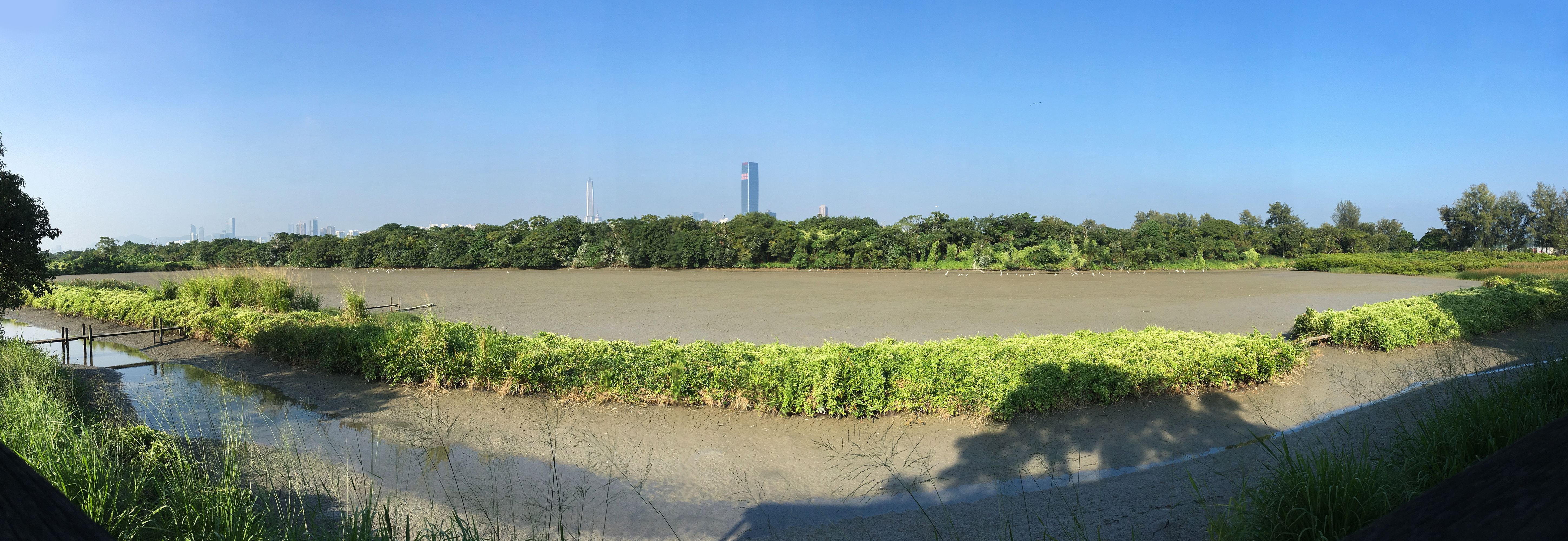
從觀鳥屋望向基圍全景

米埔濕地每年有超過60,000隻的水鳥過冬，候鳥品種包括勺咀鷸、小青腳鷸、半蹼鷸、灰尾鷸、黑嘴鷗及黑臉琵鷺。其中米埔濕地錄得黑臉琵鷺的數目更佔全球總數的25%。這些候鳥主要在春季和秋季出現，有達30,000隻禽鳥同一時間棲身於米埔濕地的泥灘，以作長途遷徙旅程的中途歇息之處。
此外，米埔濕地也有許多野生生物在此定居，包括超過400種昆蟲、300種雀鳥、18种哺乳动物、21种爬行动物、90種海洋無脊椎動物及50種蝴蝶。而米埔濕地的潮間帶紅樹林適應當地海岸生長，並提供落葉給水生動物維生，而面積更為廣東地區第1、中國第6。
世界自然基金會香港分會在2015年5月至2016年12月，於米埔及后海灣拉姆薩爾濕地內進行生物多樣性普查，發現逾2,050種生物，包括416種雀鳥、33種哺乳類、8種兩棲類動物、22種爬行類動物、54種魚、11種蝦 、40種蟹 、逾100種蜘蛛、155種蜂類、51種蜻蜓及豆娘、316種蛾、逾15種蟻、逾400種鞘翅目(甲蟲)以及323種植物。當中更發現一種懷疑是全球新品種的異足蛛屬蜘蛛，有待專家進一步核實。
而米埔濕地的中心地區則保留了24個傳統基圍蝦塘，位於潮間區的淺水地帶。基圍蝦塘現時仍維持營運，成為華南地區僅存的同類作業。每年4月至10月是基圍蝦塘的作業期，蝦苗來自由后海灣沖入基圍的小蝦，以蝦塘內的浮游生物維生。到了每年11月至3月期間，基圍蝦塘會被輪流放乾，露出水面的泥濘及大量魚類，成為各種以捕食魚類為生的鳥類（包括蒼鷺、白鷺和黑臉琵鷺）的覓食和棲息地點。而這種獨特的養蝦方式有利於米埔濕地的生態價值，對米埔濕地的濕地資源有生生不息的作用，有利於該處的可持續發展，並充份利用米埔濕地的天然生產能力，讓人與濕地的各種生物和諧共處。

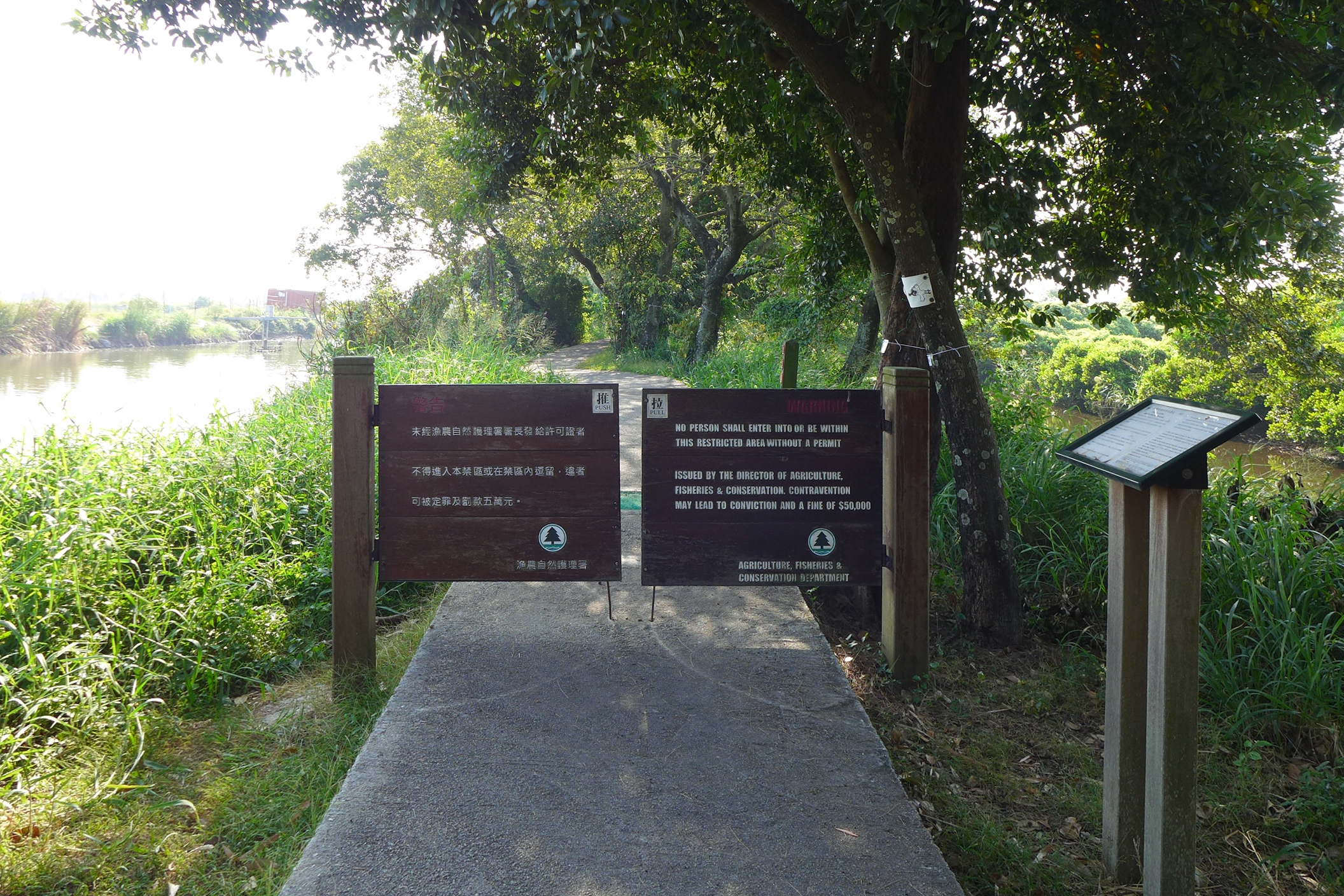
禁區警告閘門
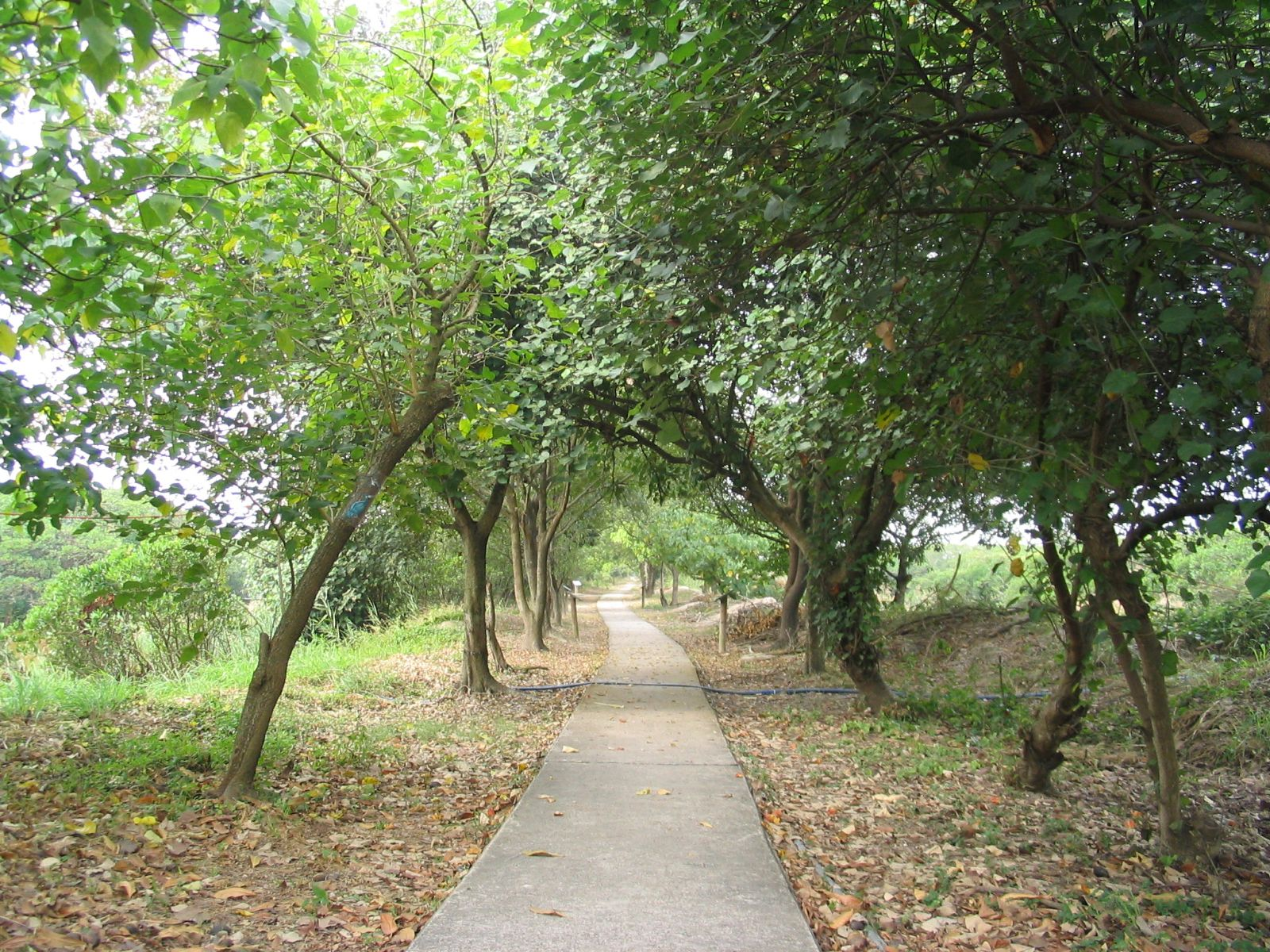
小徑
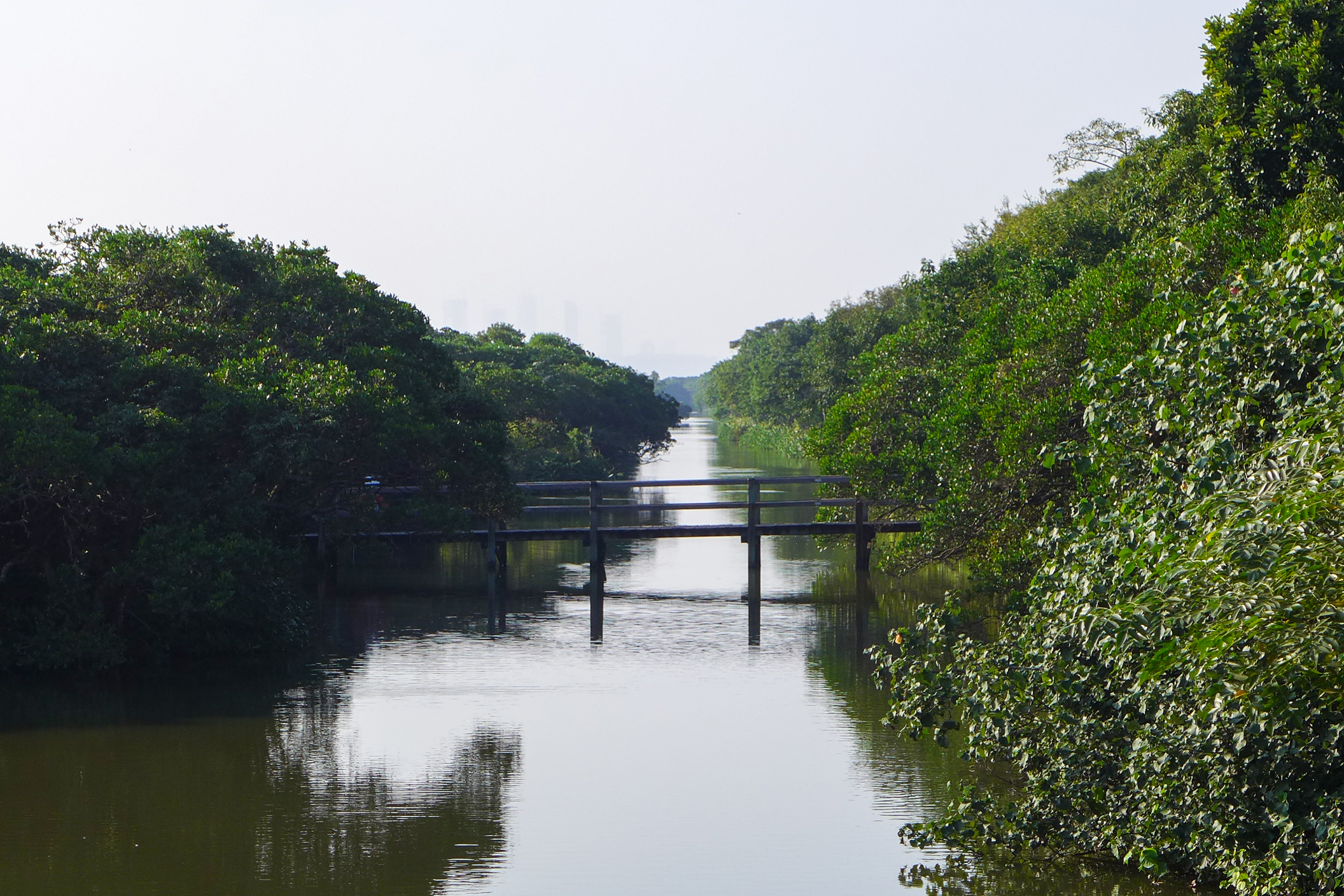
基圍小橋
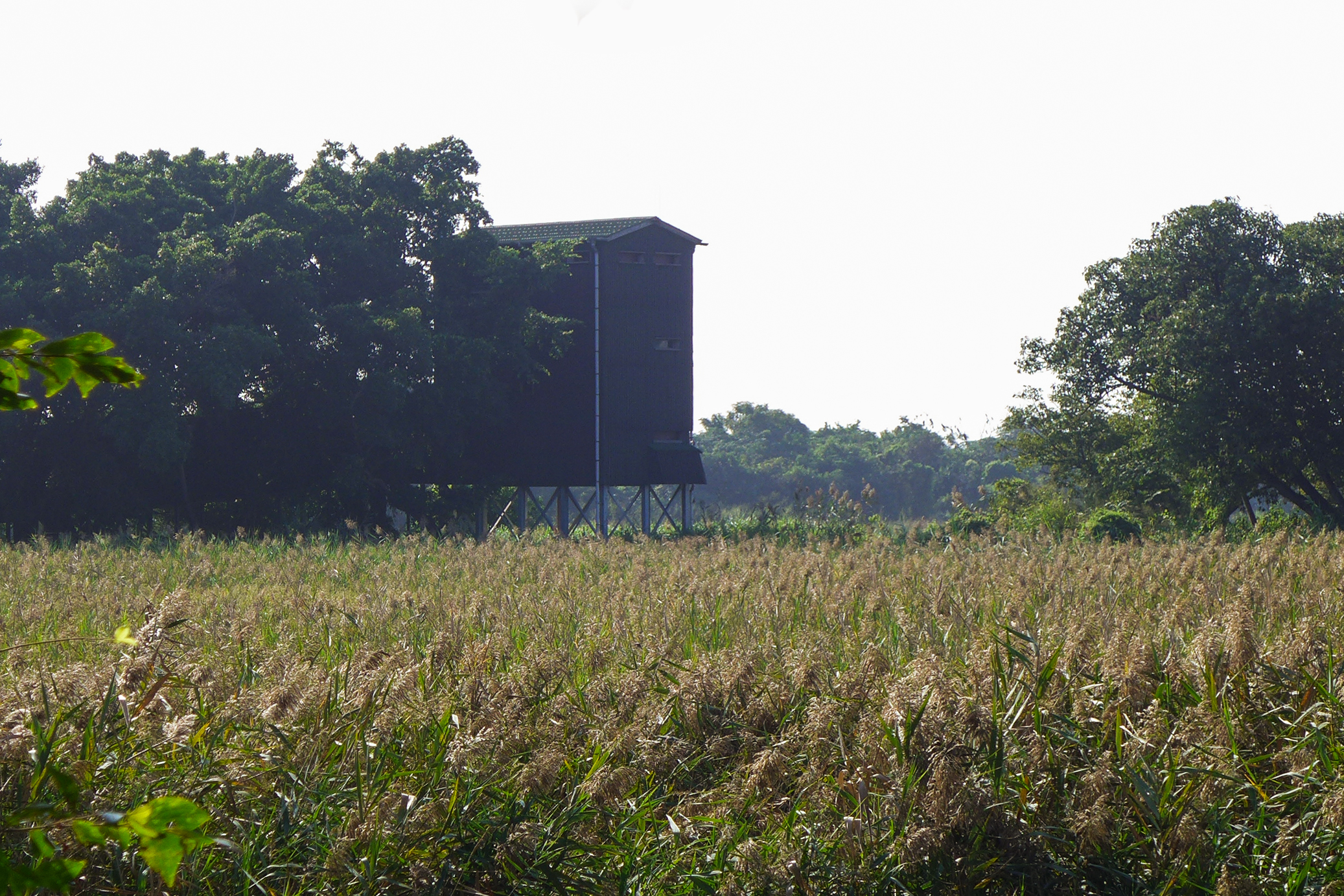
觀鳥屋
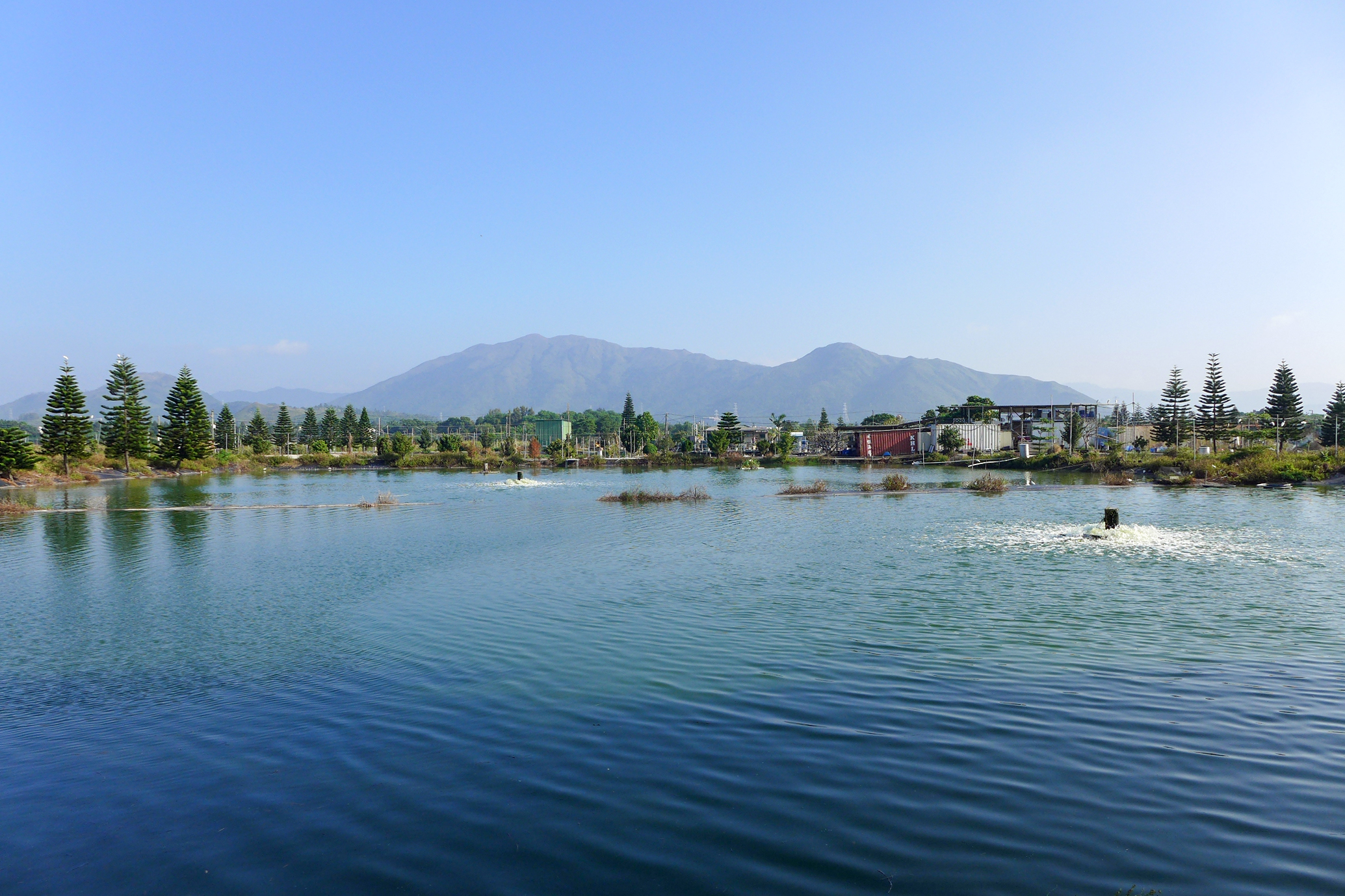
魚塘
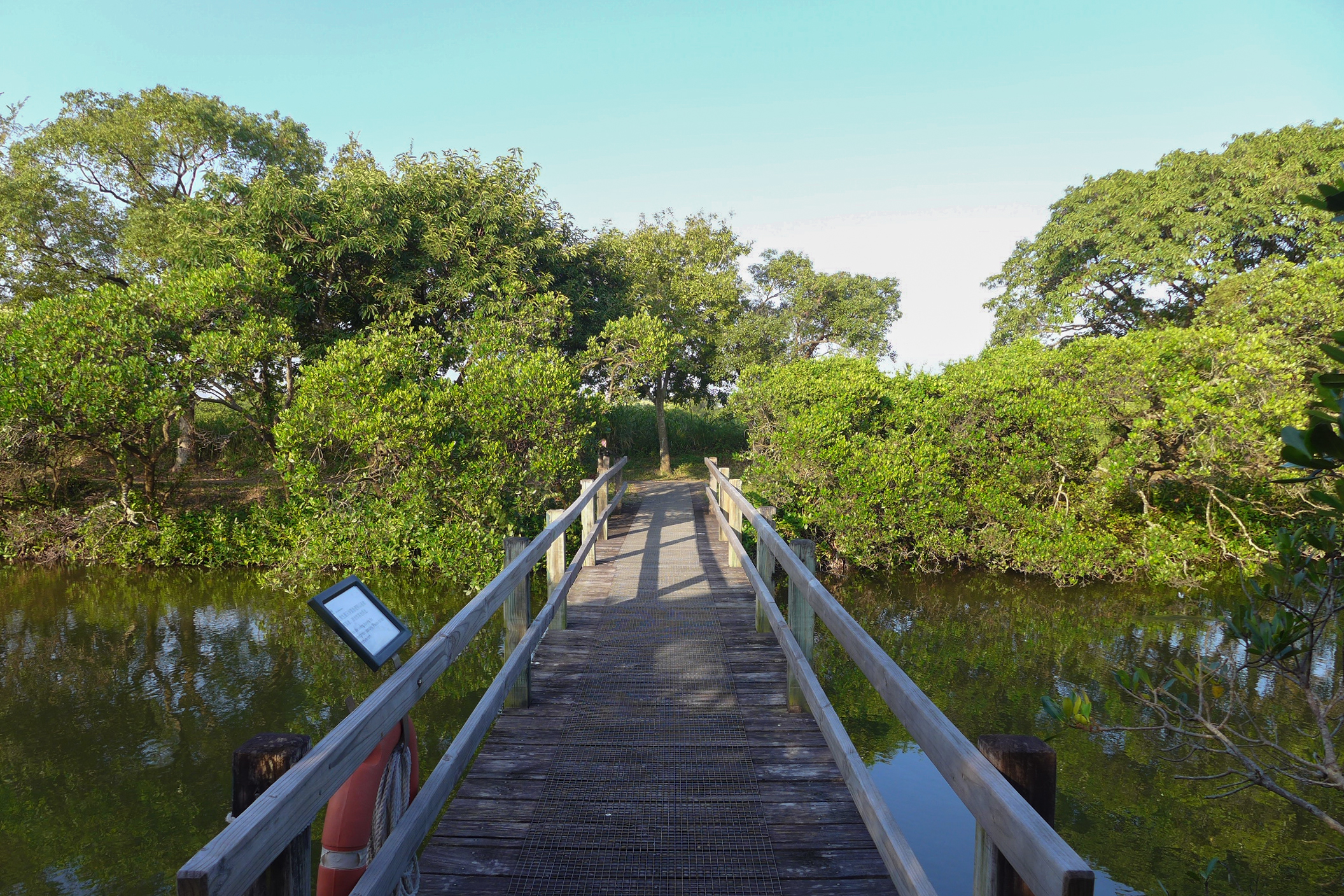
紅樹林
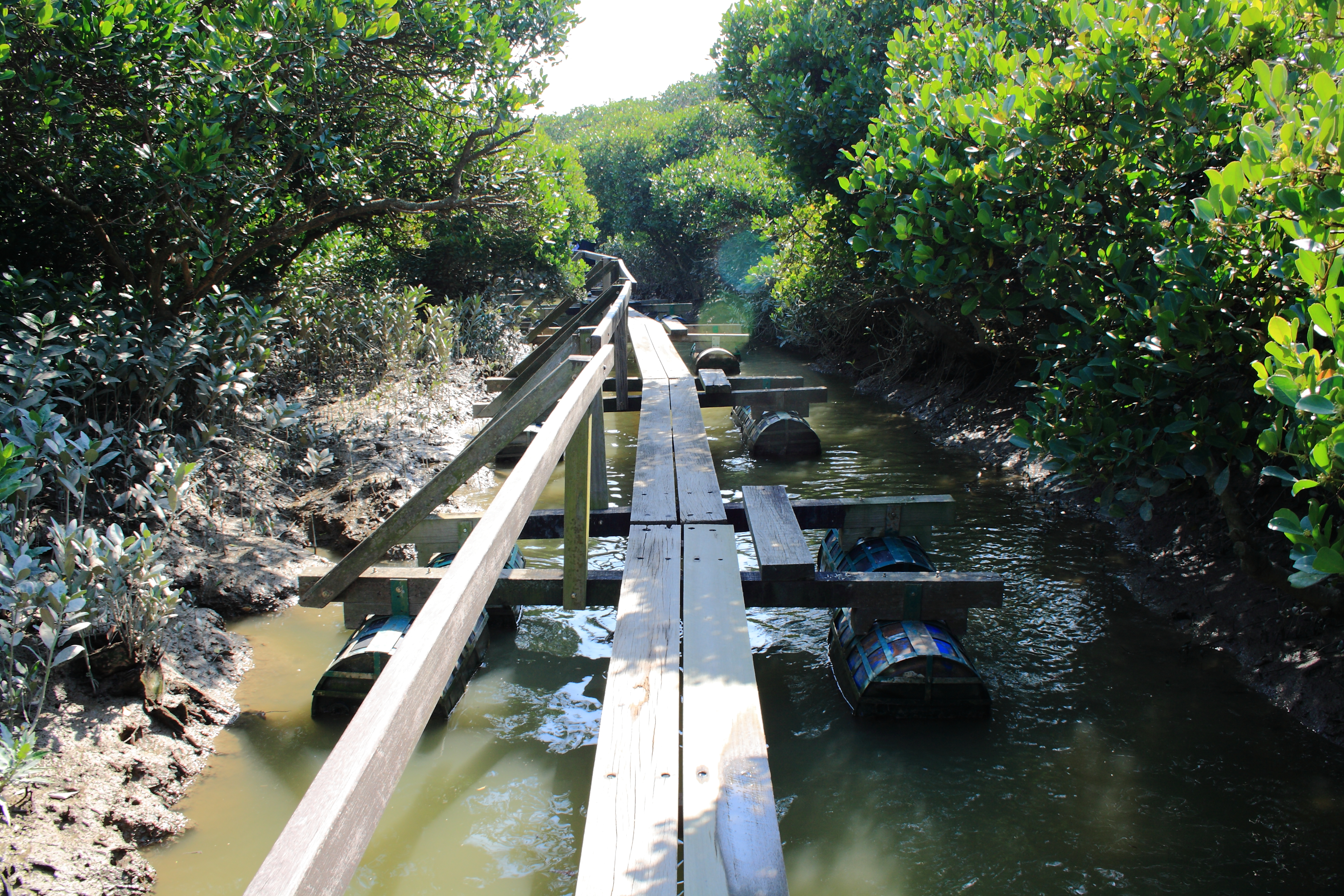
浮橋
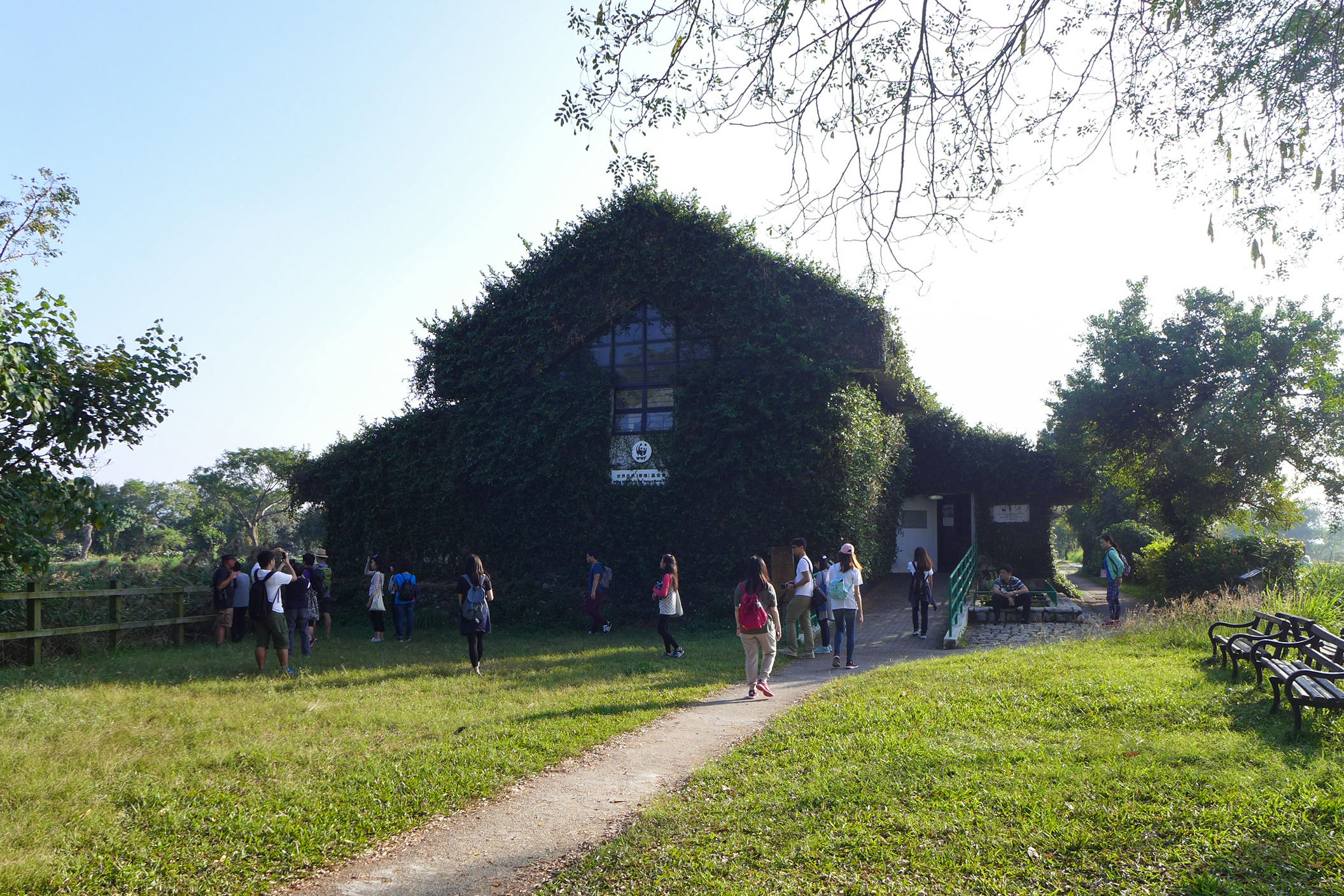
野生生物教育中心
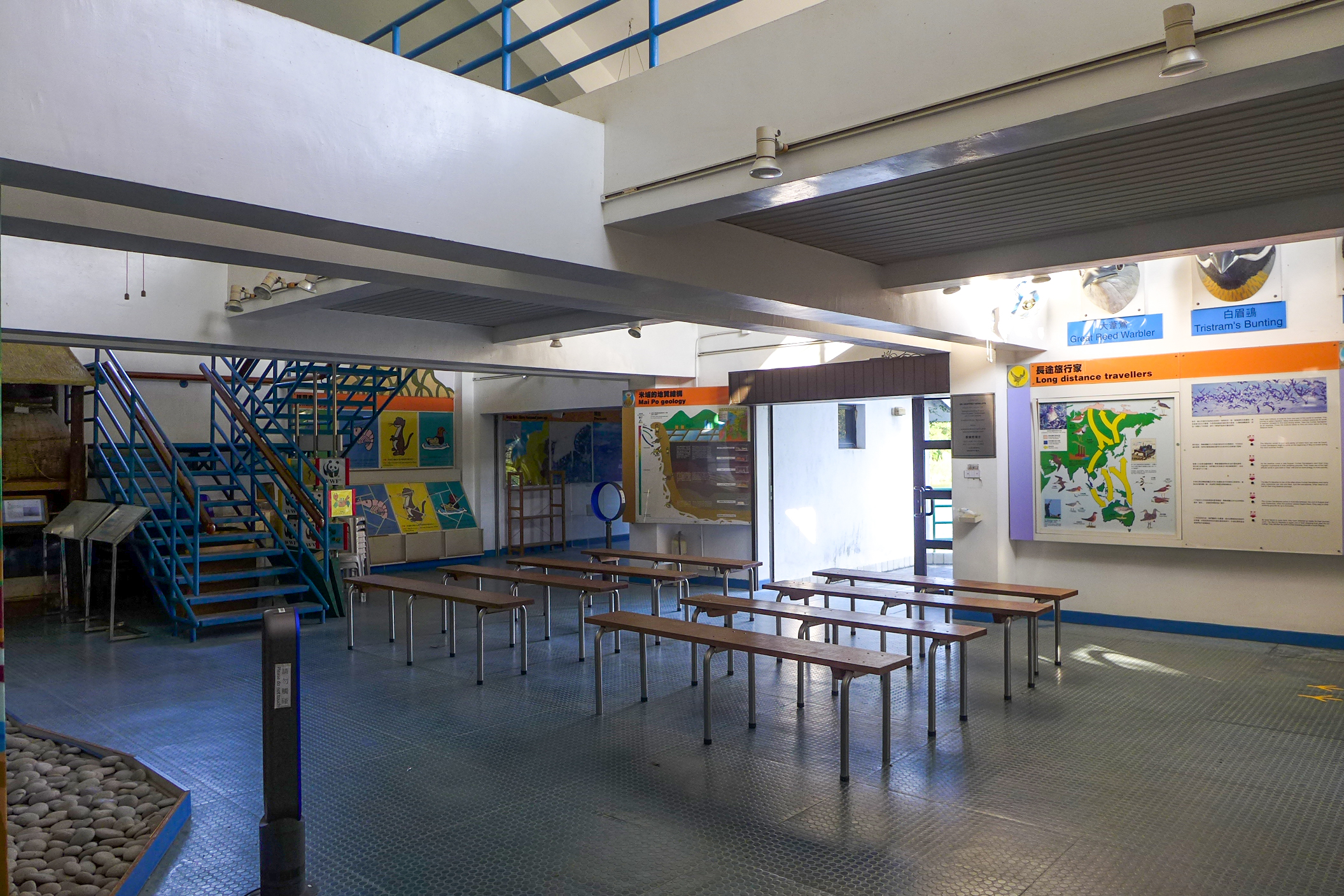
野生生物教育中心內貌
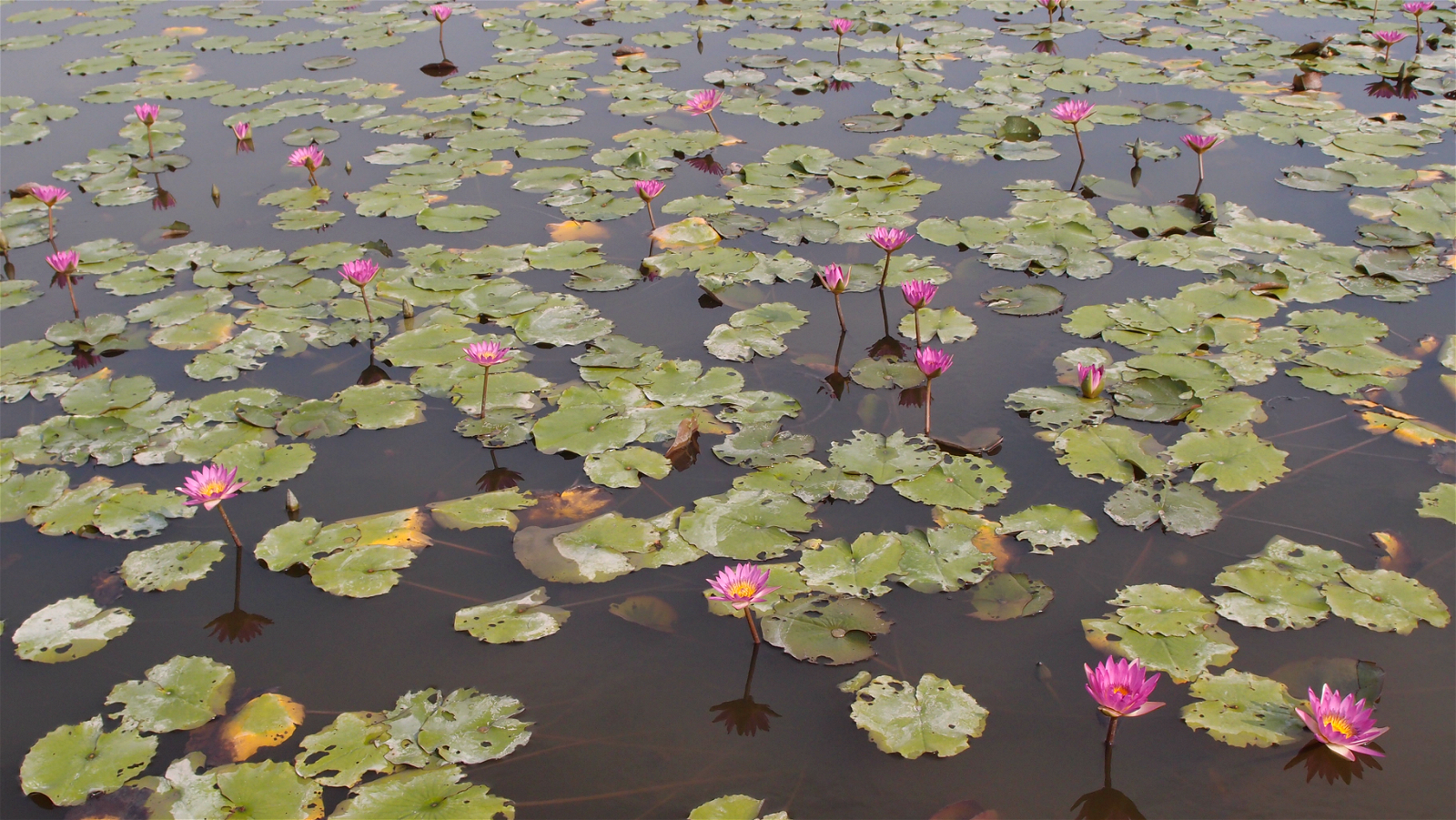
滿塘荷花

## 米埔觀鳥
米埔觀鳥賽在每年的3月舉行，是一個國際性的觀鳥賽事。參賽者為世界各地的觀鳥高手，是世界知名的頂級觀鳥賽事之一。

## 參觀方法
根據《野生動物保護條例》（第170章），米埔自然保護區是一個「限制進入或處於其內的地區」，以便對保護區內野生動植物的干擾減至最低。參觀者需要持有由漁農自然護理署署長發出的有效「進入米埔沼澤許可證」方可進入米埔自然保護區範圍。世界自然基金會香港分會可為申請人申請通行證，申請手續一般需時四星期，每張個人通行證的行政費為港幣100元。
米埔濕地每年約有40,000參觀人次，其中包括約10,000名學生。學生參觀項目於逢星期一至星期五舉行，費用由教育局全數資助，而每年的中小學校參觀活動接近400個。於逢星期六、日及公眾假期（農曆新年除外），米埔濕地則開放給公眾人士參觀，世界自然基金會香港分會並會安排自然導賞員作講解，一個三小時的導賞活動收費每位70港元（包括代辨禁區通行證）。
參觀名額是相當有限，尤其是於候鳥出沒的高峰季節。

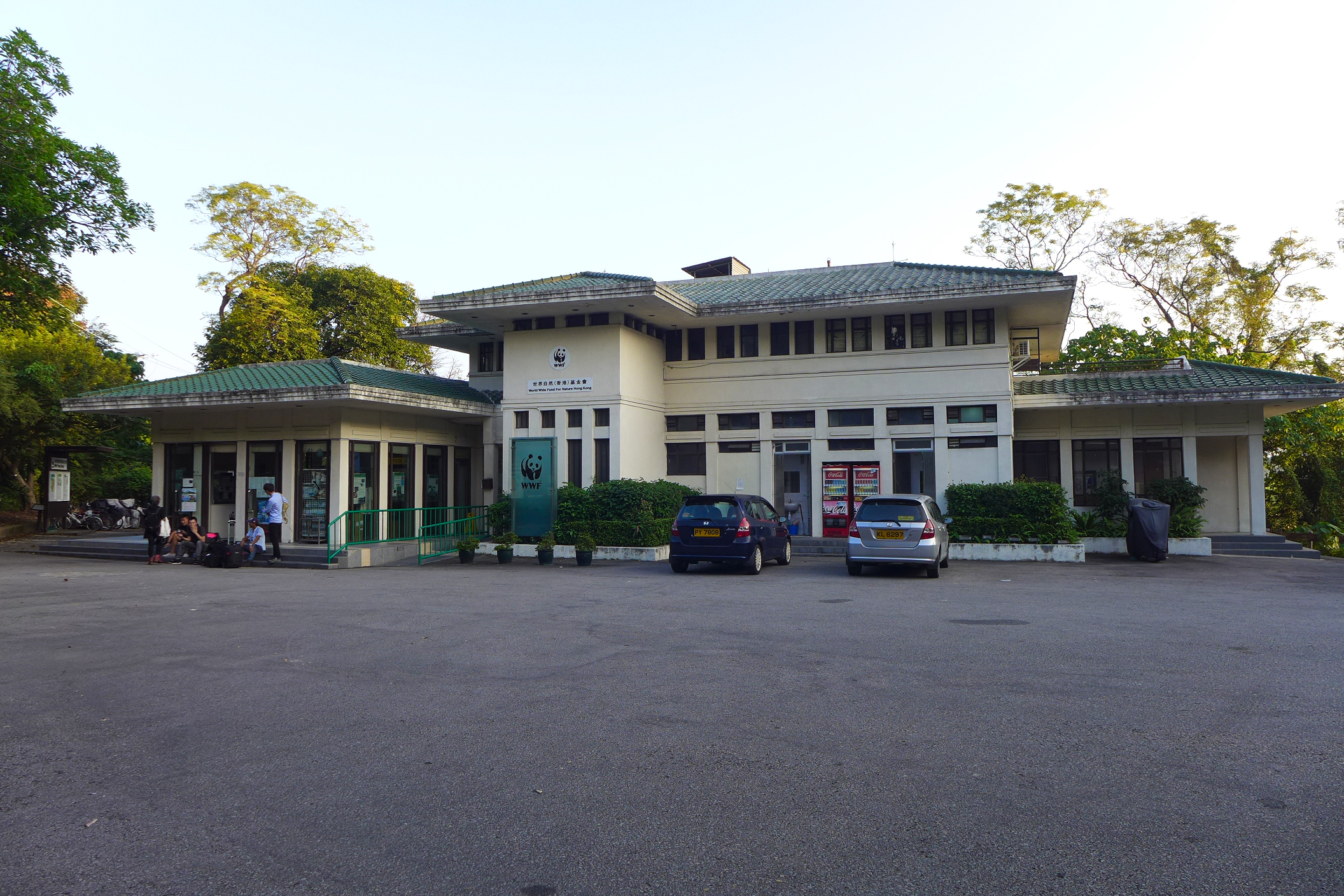
米埔訪客中心
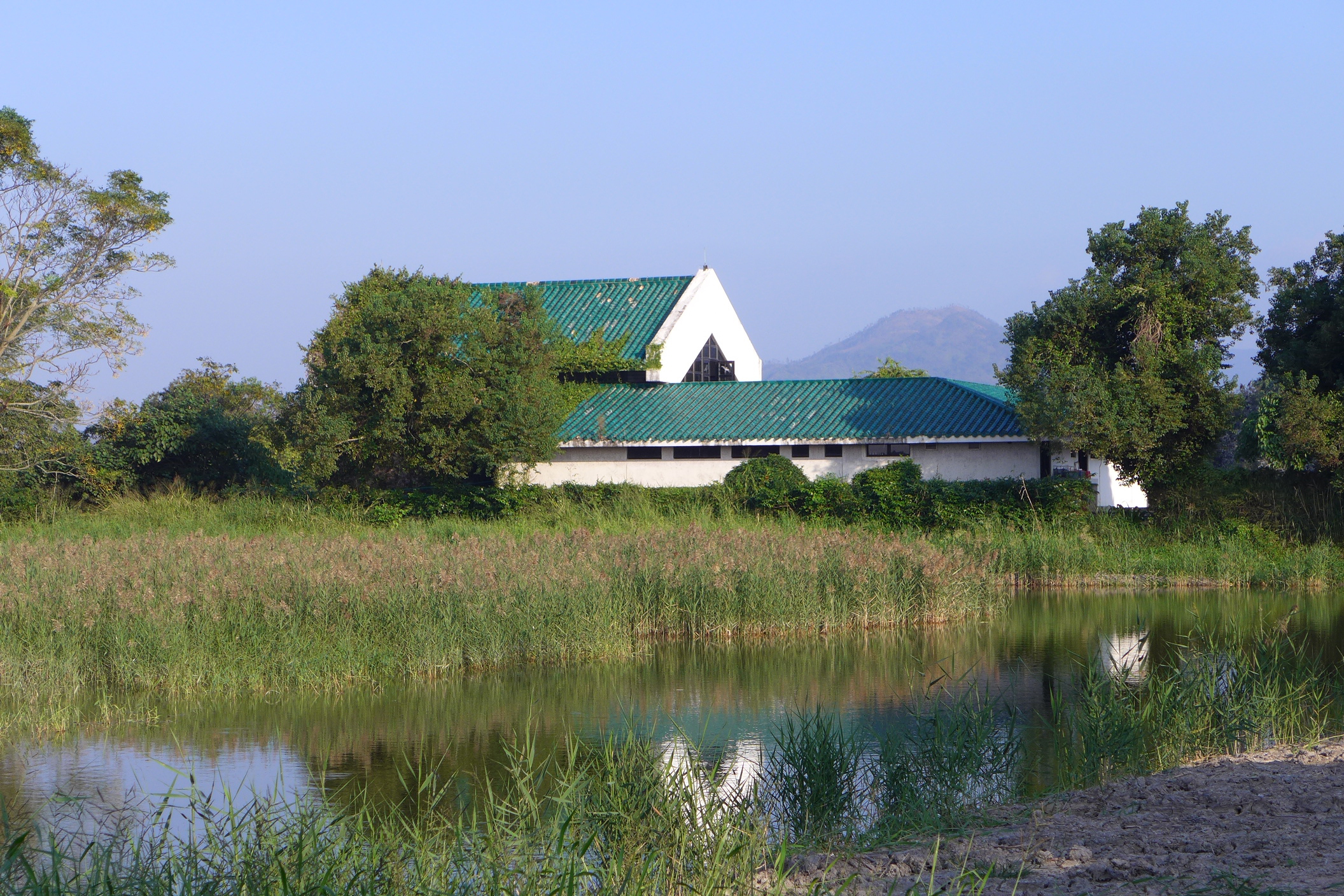
遠望野生生物教育中心
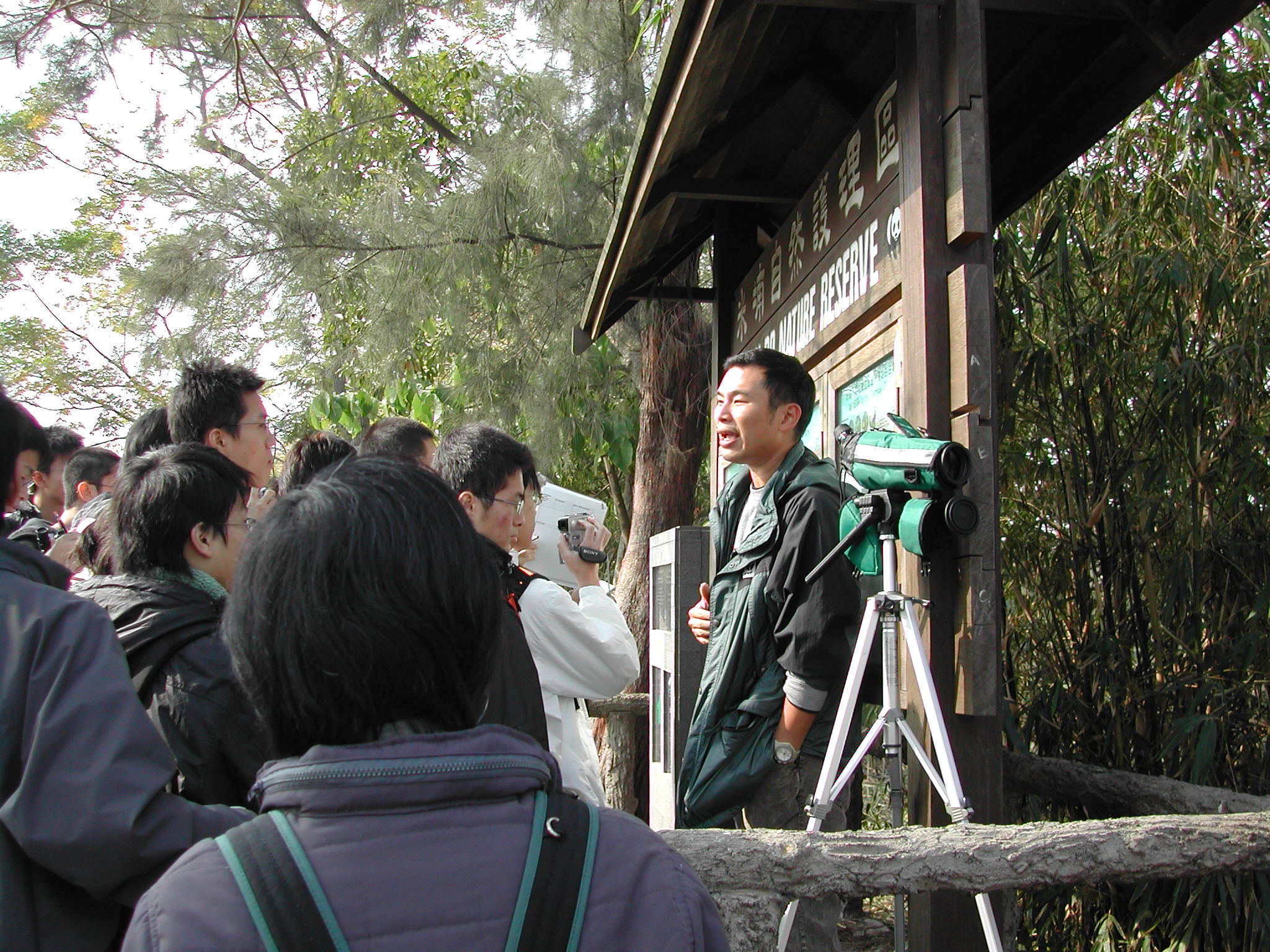
導賞團

## 交通
米埔濕地並沒有任何公共交通工具直達。最接近的公共交通工具是行經青山公路的九龍巴士76K線，來往元朗朗屏邨至上水，但乘客於米埔村外的巴士站下車後要再沿竿洲路步行前往。
前往米埔濕地的人士亦可於屯馬綫元朗站、錦上路站或東鐵綫上水站轉乘的士前往。

## 區議會議席分佈
由於米埔鄉村人口不足以成為一個區議會選區，所以往往跟鄰近的牛潭尾、新田、落馬洲鄉村範圍劃為同一個選區，為方便比較，以下列表主要以青山公路米埔段為範圍，而1982至1990年，區內被劃入元朗北郊選區。
| 年度/範圍                                    | 2000-2003 | 2004-2007 | 2008-2011 | 2012-2015 | 2016-2019 | 2020-2023 |
| -------------------------------------------- | --------- | --------- | --------- | --------- | --------- | --------- |
| 青山公路米埔段沿線（包括加州花園及加州豪園） | 新田選區  | 新田選區  | 新田選區  | 新田選區  | 新田選區  | 新田選區  |

註：以上主要範圍尚有其他細微調整（包括編號），請參閱有關區議會選舉選區分界地圖及條目。

## 外部連結
- 世界自然基金香港分會
- 元朗區議會
- 元朗區分界圖 （页面存档备份，存于）
- 元朗新市鎮
- 天水圍新市鎮
- 元朗網站 Yuen Long Special （页面存档备份，存于）
- YL.hk-討論區
- 元朗遊記 The Incredible Journey of Yuen Long
- 元朗居民手冊2004
- 第一集：「護環境教育短片」之濕地知多少（一） （页面存档备份，存于） | 龍耳
- 第二集：「護環境教育短片」之濕地知多少（二） （页面存档备份，存于） | 龍耳